# Ibi-Sim
Ibi-Sim (em sumério: 𒀭𒉈𒀭𒂗𒍪; romaniz.: Di-bi2-DSin) foi o quinto e último rei da Terceira Dinastia de Ur durante o chamado Renascimento Sumério, reinou no período que se estendeu entre 2 028 a.C. e 2 004 a.C.

## Reinado

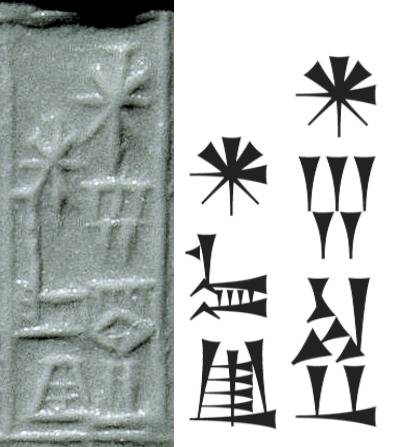
Nome de Ibi-Sim em acádio.

Ibi-Sim foi antecedido no trono por Su-Sim. Durante seu reinado, o império sumério foi atacado repetidamente pelos amoritas. Como a liderança de Ibi-Sim estava abalada, os elamitas declaram sua independência e começaram a atacar também.
No quinto ano de seu reinado sua filha Tuquinatitimigrisza casou-se com o governador de Zabesali cujo nome se perdeu no tempo. Neste local sete anos antes seu pai havia derrotado Ziringu e conquistado seu território.

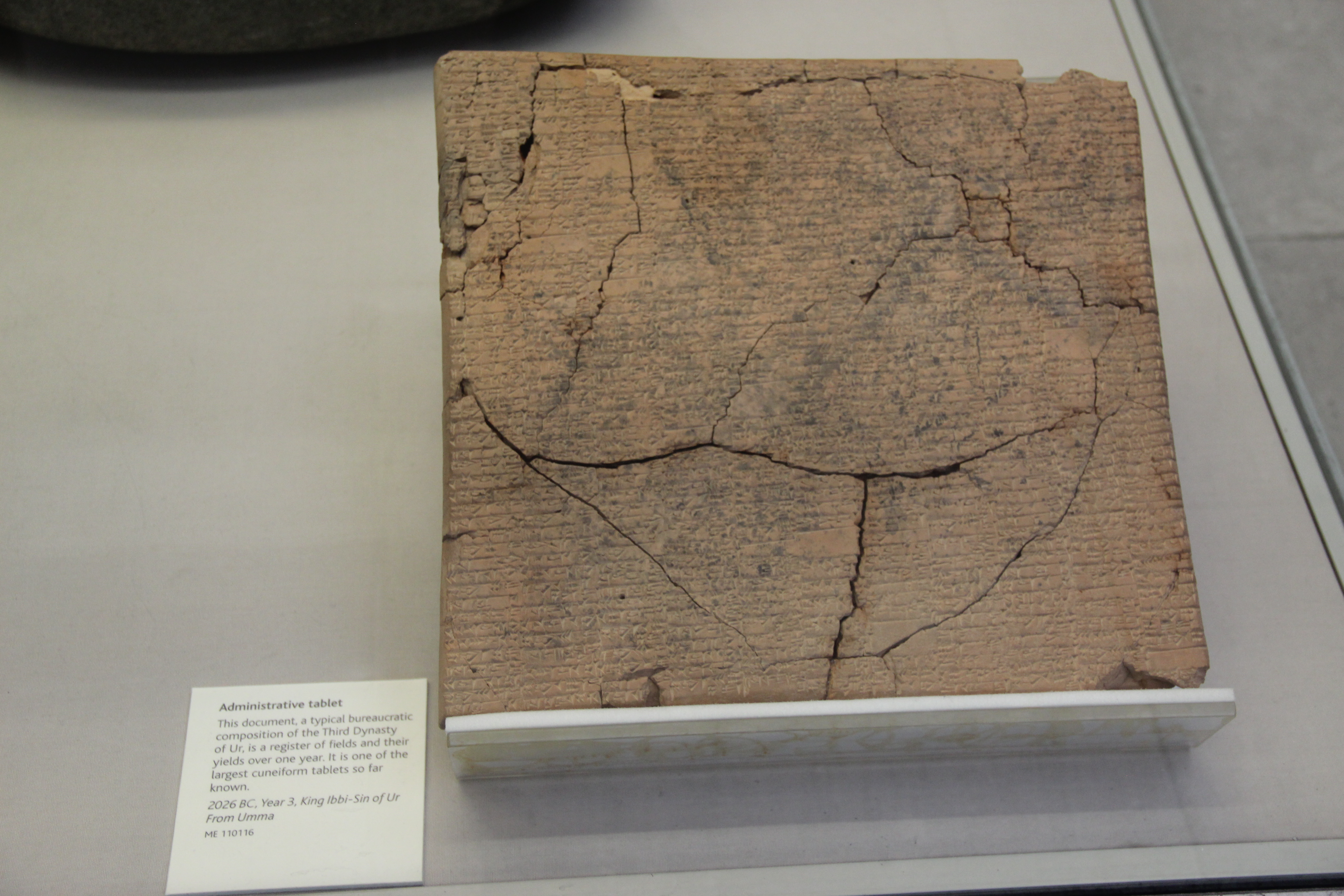
Tábua administrativa durante o reinado de Ibi-Sim.

No sexto e sétimo anos de seu reinado Ibi-Sim ordenou que fossem construídas fortificações nas importantes cidades de Ur e Nipur, mas esses esforços não foram suficientes para interromper os ataques ou manter o império unificado. Em todo o império as cidades começaram se afastar de um rei que não podia protegê-las, principalmente Isim, sob o governo Isbi-Erra, que começou a dominar as cidades ao seu redor. Ibi-Sim foi, no final de sua realeza, deixado apenas com a cidade de Ur. Em 2 022 a.C., os elamitas, juntamente com "homens da tribo da região de Simasqui, nas montanhas de Zagros" invadiram Ur e levaram Ibi-Sim em cativeiro; ele foi levado para a cidade de Elão, onde foi preso e, em data desconhecida, morreu.